# Saint-Avit-Sénieur
Saint-Avit-Sénieur település Franciaországban, Dordogne megyében. Lakosainak száma 416 fő (2022. január 1.). Saint-Avit-Sénieur Molières, Beaumontois-en-Périgord, Sainte-Croix, Montferrand-du-Périgord, Le Buisson-de-Cadouin, Bourniquel, Beaumont-du-Périgord és Labouquerie községekkel határos.

## Népesség
A település népessége az elmúlt években az alábbi módon változott:
| Lakosok száma | 464  | 385  | 365  | 432  | 465  | 474  | 439  | 418  | 412  | 416  |
|               | 1968 | 1982 | 1990 | 2006 | 2013 | 2015 | 2017 | 2019 | 2020 | 2022 |